# イギリスの日本人学生
イギリスの日本人学生（いぎりすのにほんじんがくせい）とは、19世紀に長州藩や薩摩藩、江戸幕府によって主にロンドン大学ユニヴァーシティ・カレッジに派遣された、日本人留学生のことを指す。明治維新以降は、主にケンブリッジ大学やオックスフォード大学において学ぶのが主流となり、同時代の末期まで続いた。留学生を送る理由としては、いち早く日本を近代化し、列強に肩を並べることにあった。
1980年代以降は、飛行機の利用が安価なものになったこともあって、一般市民の間でも非常にポピュラーなものとなった。

## 主な留学生

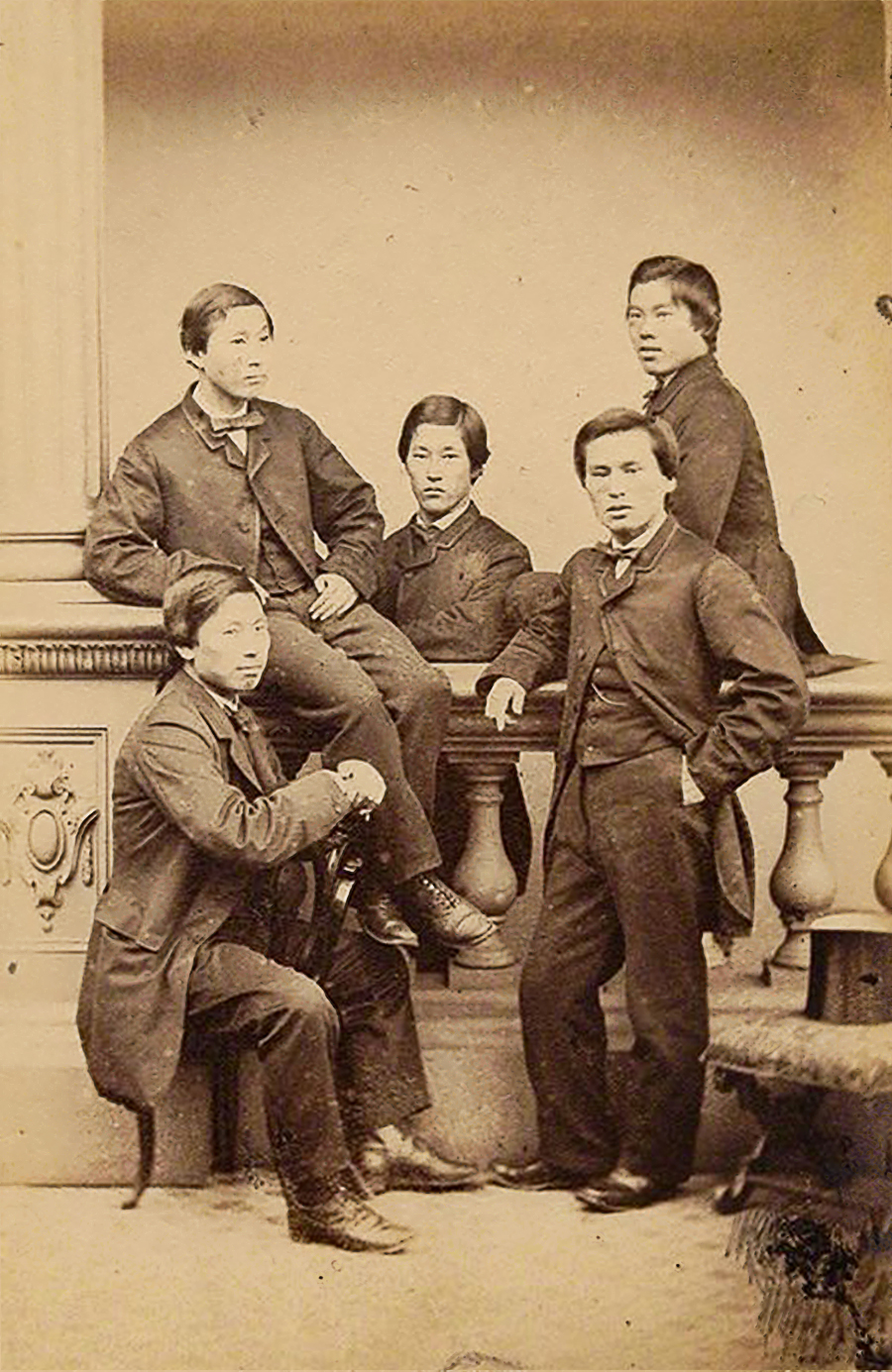
長州五傑。後列左から遠藤謹助、野村弥吉、伊藤俊輔、前列左から井上聞多、山尾庸三。

### 長州五傑
1863年（文久3年）に派遣され、ユニヴァーシティ・カレッジのアレキサンダー・ウィリアムソン教授の監督のもと学んだ。

若き薩摩の群像

- 伊藤俊輔（博文）
- 井上聞多（馨）
- 遠藤謹助
- 野村弥吉（井上勝）
- 山尾庸三

### 薩摩藩遣英使節団
1865年（慶応元年）に15名の薩摩学生のほか、土佐藩と肥前藩から1名ずつ派遣された。彼らも長州五傑と同様、ユニヴァーシティ・カレッジで学んだ。

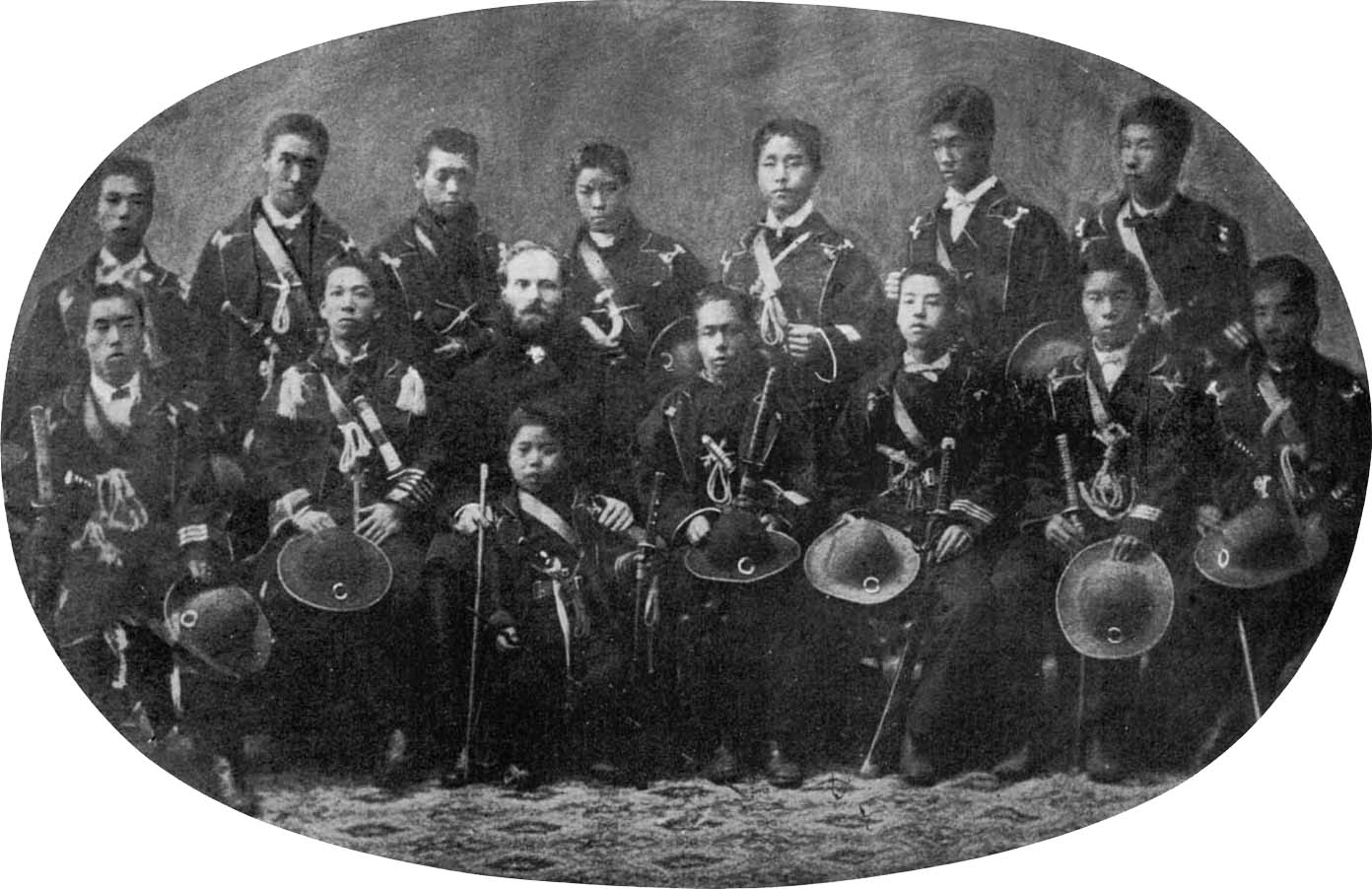
慶応2年11月1日英国留学の為め出発の途中上海にて。後列向って右より外山捨八（正一）、林桃三郎（董）、福沢英之助、杉徳次郎、億川一郎、安井真八郎、岩佐源二。前列向って右より市川森三郎、箕作奎吾、成瀬錠五郎、中村敬輔（正直）、レベレンド・ウィリヤム・ロイド、川路太郎（寛堂）、伊東昌之助（岡保義）。最前列箕作大六（菊池大麓）。

- 五代友厚
- 鮫島尚信
- 寺島宗則
- 長澤鼎[注釈 1]
- 森有礼
- 吉田清成

など。

### 幕府学生
幕臣の子弟より留学希望者を募り、開成所で行った試験の結果12名が合格し、加えて川路太郎と中村正直の2名が取締に任ぜられ計14名が派遣された。1866年（慶応2年）10月に横浜港を出発し、12月にロンドンに到着した。留学生の引率・監督・世話役を担ったイギリス海軍付の牧師兼海軍教師W・V・ロイドの意向と学生らの希望する学習体制が一致せずしばしば対立した。雇い入れた教師にも恵まれず、ようやく1867年（慶応3年）の末に学生12名はユニヴァーシティ・カレッジに入学するも、幕府の瓦解により短期間で帰国（1868年（明治元年）8月）を余儀なくされた。また川路らは、1867年のパリ万国博覧会に将軍慶喜の名代として派遣された徳川昭武らの対応にあたったほか、万博後の一行の訪英の対応にもあたった。
取締（2名）
- 川路太郎
- 中村正直

学生（12名）
- 市川森三郎
- 伊東昌之助
- 岩佐源二
- 杉徳次郎
- 外山正一
- 成瀬錠五郎
- 林董三郎（董）
- 箕作奎吾
- 箕作大六（菊地大麓）
- 安井真八郎

など。

### 明治・大正時代

#### ケンブリッジ大学
- 稲垣満次郎
- 大倉喜七郎
- 菊地大麓
- 末松謙澄
- 田中銀之助
- 毛利五郎
- 白洲次郎

#### オックスフォード大学
- 高楠順次郎
- 南条文雄
- 蜂須賀茂韶

#### その他
- 高峰譲吉（グラスゴー大学）
- 志田林三郎（グラスゴー大学）
- 東郷平八郎（ウースター協会）

### 第二次世界大戦以降
- 奥克彦（オックスフォード大学）
- 小和田恒（ケンブリッジ大学）